# Bwana
Bwana é um filme de drama espanhol de 1996 dirigido e escrito por Imanol Uribe. Foi selecionado como representante da Espanha à edição do Oscar 1997, organizada pela Academia de Artes e Ciências Cinematográficas.

## Elenco
- Andrés Pajares - Antonio
- María Barranco - Dori
- Emilio Buale - Ombasi
- Alejandro Martínez - Iván
- Andrea Granero - Jessy
- Miguel del Arco - Román
- Paul Berrondo - Michael